# Isla Beata
Isla Beata är en ö i Dominikanska republiken.   Den ligger i provinsen Pedernales, i den sydvästra delen av landet, 190 km sydväst om huvudstaden Santo Domingo. Arean är 27,0 kvadratkilometer.
Terrängen på Isla Beata är platt. Öns högsta punkt är 85 meter över havet. Den sträcker sig 8,6 kilometer i nord-sydlig riktning, och 8,9 kilometer i öst-västlig riktning.